# 42295 Teresateng
42.295 Teresateng (danh định tạm thời: 2001 UG17) là một tiểu hành tinh vành đai chính. Nó được phát hiện bởi William Kwong Yu Yeung tại Đài quan sát Desert Eagle gần Benson, Arizona, vào ngày 23 tháng 10 năm 2001. Nó được đặt theo tên tiếng Anh của ca sĩ Đài Loan Đặng Lệ Quân (Teresa Teng)